# ガブリエル・パレス

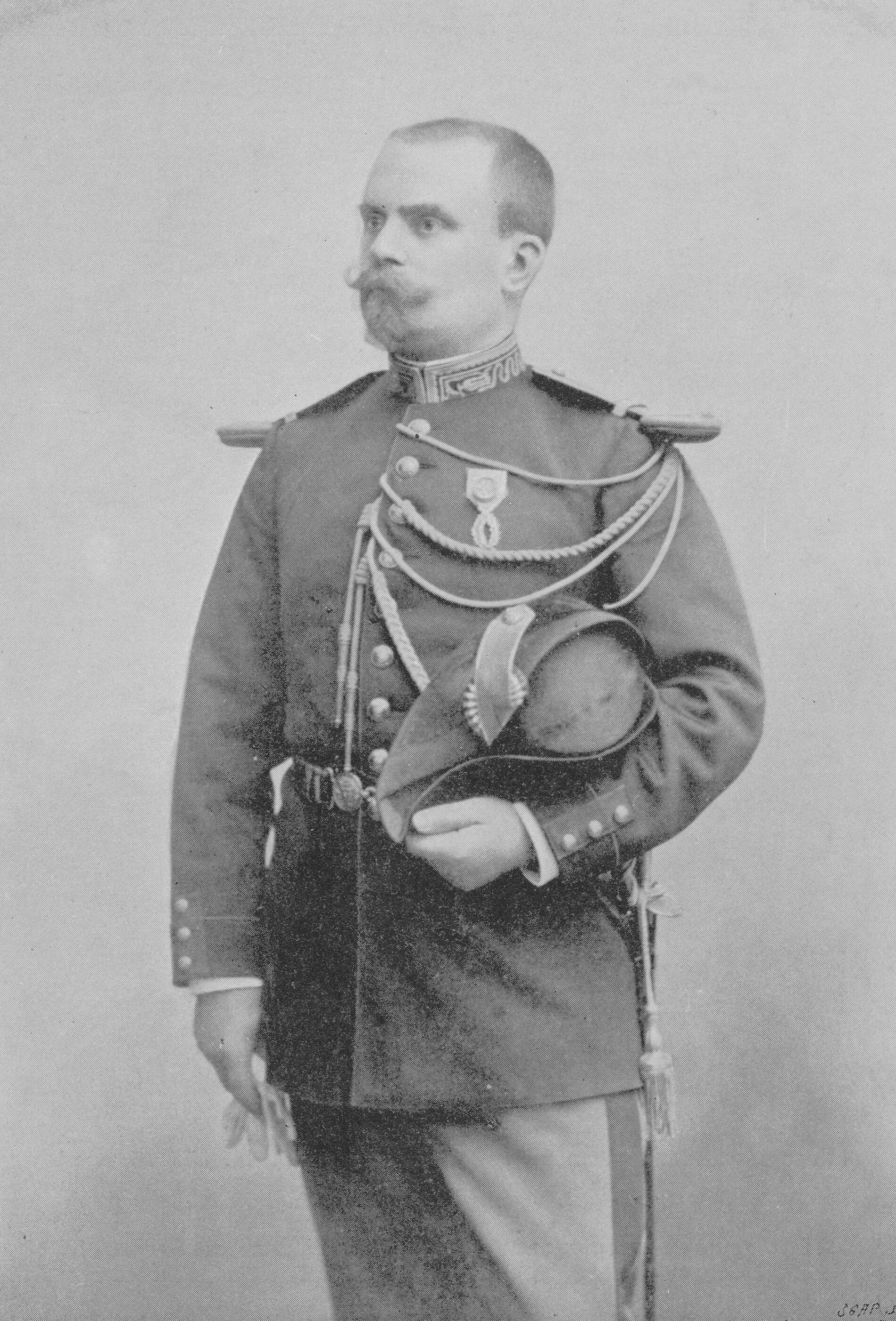
1898

フィリップ・シャルル・ガブリエル・パレス（Philippe Charles Gabriel Parès 1860年 - 1934年）はフランスの指揮者、作曲家。
ガブリエル・パレという表記も多く見受けられるが、赤松文治によると本国においてはパレスと読まれているということである。

## 来歴
パリに生まれ、ギャルド・レピュブリケーヌ吹奏楽団のクラリネット奏者だった父の影響を受けて音楽の勉強を始め、パリ音楽院でコルネットと作曲を学び、テオドール・デュボワとレオ・ドリーブに師事した。卒業後各地の軍楽隊での経験を経て、1893年にギャルド・レピュブリケーヌ吹奏楽団の第4代楽長に就任、1910年に病気で退任するまで、技術の向上を図りレパートリーの拡張と編成の充実に務めた。1904年にはセントルイス万博への出演を含むアメリカへの演奏旅行を行い、大成功を収めた。
ギャルドのために数多くの作曲やクラシックからの吹奏楽編曲を手がけ、特に1907年に出版されたベルリオーズの『幻想交響曲』吹奏楽全曲版は、現在も吹奏楽のレパートリーとして各地で演奏、録音されている。また、1898年に著した『吹奏楽編曲法』はフランスの吹奏楽における古典的な名著とされており、各楽器のための音階やアルペジオの練習をまとめた教則本もよく知られている。
録音にも積極的に取り組み、1900年から蝋管に、1906年からはグラモフォン式の円盤レコードに大量の録音を残した。
軍楽隊への多大な貢献により1904年にレジオンドヌール勲章を授与された。
アメリカに渡りフィラデルフィア管弦楽団の編曲スタッフになったルシアン・カイリエ（フランス名：リュシアン・カイエ、en:Lucien Cailliet）も吹奏楽編曲をパレスに師事しており、彼もまた名編曲家としての地位を確立している。

## 主要作品
- 1894年 序曲「リシルド」 (Ouverture «Richilde»)

## 吹奏楽編曲
- ベルリオーズ：『幻想交響曲』
- ラロ：歌劇『イスの王様』序曲
- マスネ：組曲『絵のような風景』

## 著作
- 1898年 『吹奏楽編曲法』 (Traite d'Instrumentation et d'Orchestration a l'Usages des Musique Militaires d'Harmonie et de Fanfare)